# Реликт
Реликт или реликтов вид е вид или друг таксон организми, чиито произход е по-стар от преобладаващата част на дадено растително или животинско съобщество. Те са се съхранили от минали етапи на палеогеографското развитие.

## Видове
Според възрастта си, реликтите в България биват терциерни и кватернерни.
Терциерни реликти са преживели различни промени в палеогеографските условия през неогена и кватернера и постепенно са се приспособявали към съвременните условия. Те са древни представители на арктотерциерна флора или фауна, които са се запазили от преди повече от 2 милиона години. Такива са: странджанска зеленика, лавровишня, източен бук, понтийско бясно дърво, странджанска боровинка, конски кестен, обикновен кестен, черна мура, бяла мура, родопски силивряк, еделвайс, чинар, дървовидна хвойна, джел. От животинските видове: Burschia bulgarica, Balcanoniscus corniculatus, Trachysphaera orghidani, Bulgarosoma orucis, Buresiolla bureschi, Neobisium bulgaricum, Hexaurus merkli, Balcanobius etropolensis, струмски гулеш, пъпчесто попче.
Кватернерните реликти са известни и като глациални, периглациални или ледникови, защото са разпространени във високите части на планините. Част от тях са растения, които по време на последните заледявания в Северна и Централна Европа мигрират на юг в планининте на Балканския полуостров, превърнали се в техни убежища. Такива видове са: пирински мак, алпийско великденче, алпийска каменоломка, сибирска хвойна, тревиста върба, виолетова власатка, дребна камбанка, снежна тинтява, балкански див копър, скална острица, белардова елина, жълта каменоломка, македонска каменоломка, храсовиден очеболец, високопланинско лъжниче.
Понякога терминът реликт се използва по отношение ландшафтни обекти (например, тундростепта в Източен Сибир е реликтов ландшафт) и към минерали.